# Dřemovice
Dřemovice (deutsch Drömsdorf) ist eine Grundsiedlungseinheit von Město Libavá in Tschechien. Sie liegt unmittelbar südlich von Město Libavá am Rande des Militärgebiet Libavá. Ihr Katastralbezirk umfasst 404 ha.

## Geographie
Dřemovice erstreckt sich im Tal des Baches Smilovský potok (Drömsdorfer Bach) in den Oderbergen. Im Norden erhebt sich der Šibeniční vrch (Galgenberg, 592 m), nordöstlich der Libavský vrch (Hartenberg, 606 m) und der Bartelsdorfer Berg (562 m), im Süden die Kamenice (Hartfeldberg, 614 m) und der Prostřední kopec (Mittelhügel, 586 m) sowie westlich der Sonnenhügel (590 m) und der Strážiště (Wachberg, 639 m).
Nachbarorte sind Město Libavá im Norden, die Wüstung Vojnovice im Nordosten, die Wüstung Údolná im Südosten, die Wüstungen Olejovice und Velká Střelná im Süden, die Wüstungen Hühnerberk und Smilov im Südwesten, die Wüstung Bělá im Westen sowie Heroltovice im Nordwesten.

## Geschichte
Es wird angenommen, dass Dřemovice seit der Errichtung der Vogtei Liebau im Jahre 1358 zu den sieben – nicht namentlich genannten – Dörfern gehörte, die an den Vogt Gerichtsgroschen zu entrichten hatten. Erstmals schriftlich erwähnt wurde das zum bischöflichen Gut Bautsch und der Vogtei Liebau gehörige Dremelsdorf 1456 in einer Urkunde des Olmützer Bischofs Bohuslaus von Zwole. Im Liebauer Stadtprivileg von 1504 wurde Dremelsdorf neben Altwasser, Schmeil, Nürnberg, Kriegsdorf und Herlsdorf als einer der sechs der Gerichtsbarkeit der Vogtei Liebau unterstehenden Dörfer aufgeführt. Seit 1581 lässt sich ein Erbgericht nachweisen. Weitere Namensformen waren Dremesdorf, Dromelsdorf, Dremlstatt, Dremersdorf, Dremsdorf, Tremsdorf, Dremsdorfium sowie Drömsdorf, Dremovice (ab 1798), Dřemova Dědina (1846) und Dřemovice (ab 1847). Die Matriken werden seit 1659 in Stadt Liebau geführt. Im Jahre 1835 bestand das Dorf aus 28 Häusern und hatte 201 Einwohner. Die Bewohner lebten von der Landwirtschaft und der Flachsspinnerei. Des Weiteren bestand eine Windmühle. Bis zur Mitte des 19. Jahrhunderts blieb Drömsdorf immer dem Olmützer Fürsterzbischöflichen Kammergut Liebau untertänig.
Nach der Aufhebung der Patrimonialherrschaften bildete Drömsdorf/Dřemovice ab 1850 eine Gemeinde in der Bezirkshauptmannschaft Mährisch Weißkirchen und dem Gerichtsbezirk Stadt Liebau. Im Jahr 1855 wurde Drömsdorf dem Bezirk Stadt Liebau zugeordnet, ab 1868 gehörte das Dorf zum Bezirk Sternberg und ab 1909 zum Bezirk Bärn. 1885 lebten in den 32 Häusern 254 Menschen. Im Jahre 1900 wurden 391 ha des Katasters landwirtschaftlich genutzt, außerdem gab es ein Forstrevier. Am 1. Januar 1904 erfolgte die Eingemeindung nach Stadt Liebau. Pfarr- und Schulort war immer Stadt Liebau. Ab 1906 wurde als tschechischer Ortsname auch Dremlovice verwendet. 1920 entstand in Drömsdorf eine landwirtschaftliche Landesfachschule, zu der auch eine meteorologische Station gehörte. 1921 bestand das Dorf aus 47 Häusern und hatte 285 Einwohner. Im Jahre 1930 lebten in den 43 Häusern des Dorfes 302 Personen. Nach dem Münchner Abkommen wurde Drömsdorf 1938 dem Deutschen Reich zugeschlagen und gehörte bis 1945 zum Landkreis Bärn und Gerichtsbezirk Stadt Liebau. Nach dem Ende des Zweiten Weltkrieges kam das Dorf zur Tschechoslowakei zurück und wurde wieder Teil des Okres Moravský Beroun sowie dem Gerichtsbezirk Olomouc zugeordnet. Nach Kriegsende wurde Dřemovice 1945 Sitz des Sbor národní bezpečnosti (SNB). Die deutschen Bewohner wurden vertrieben. 1946 wurde das Dorf Teil des neu errichteten Truppenübungsplatzes Libavá. Im Jahre 1949 wurde Dřemovice dem Okres Olomouc zugeordnet und verlor zugleich seinen Status als Ortsteil von Město Libavá. Nachfolgend wurde das Dorf zu großen Teilen abgerissen. Seit 2016 gehört Dřemovice zur Gemeinde Město Libavá.

## Sehenswürdigkeiten
- Windmühle Dřemovice, nördlich des Dorfes, sie wurde Ende der 1990er Jahre instand gesetzt